# Ka'b ibn Zuhayr
Kaʿb ibn Zuhayr, in arabo كعب بن زهير‎? (... – 646), è stato un poeta arabo, nato nella jāhiliyya, vissuto all'epoca di Maometto.
Era figlio primogenito di Zuhayr ibn Abi Sulma, autore di una delle Muʿallaqāt. Dell'attività di poeta di Kaʿb b. Zuhayr abbiamo un diwan di trentatré composizioni e frammenti. Fra questi quella a cui è legata la sua fama è quella qaṣīda, divenuta poi famosissima, nota a causa del suo incipit come Bānat Suʿād (in arabo بانت سعاد‎?), ossia "Suʿād se n'è andata" oppure, per l'occasione in cui fu composta, come Qaṣīdat al-burda (in arabo قصيدة البردة‎?) cioè il "Poema del mantello".
Quando il fratello Bujayr si convertì all'Islam, Kaʿb si rifiutò di seguire il suo esempio, giudicato lesivo dell'adab della sua famiglia e del suo gruppo. Compose per questo alcuni versi particolarmente ostili a Maometto:
Come hai potuto fare quel che hai fatto? Maledizione! Come hai potuto?

Il tuo Dio Affidabile t'ha fatto tracannare una coppa traboccante; t'ha fatto bere una volta e una volta ancora!

Ora tu hai abbandonato ogni ragionevolezza che guida lungo la retta via e Lo hai seguìto. 

Ahimè, a cosa mai un estraneo t'ha condotto!

T'ha condotto lungo una via sulla quale non incontrerai né madre né padre e sulla quale non camminano i tuoi fratelli!»
La precisa accusa d'aver indotto un uomo a comportarsi disonorevolmente abbandonando l'etica del suo gruppo (accusa particolarmente grave per l'Arabo del tempo) fece infuriare Muḥammad, che non esitò a decretare la morte del poeta per mano di qualche suo seguace.
Spaventato per la fama di tenace uomo di parola che aveva il Profeta e nel tentativo di placarne l'ira, Ka‘b si recò da lui a Medina nel 630, su consiglio dello stesso fratello Bujayr, per invocarne il perdono e – proclamando la sua adesione all'Islam – gli recitò un poema da lui composto per l'occasione. Il Profeta all'ascolto di quei versi si commosse e gli pose sulle spalle il suo mantello, la burda, con un gesto di forte valore simbolico.

## La Burda come santa reliquia
Secondo la tradizione, Mu'awiya ibn Abi Sufyan, il primo califfo omayyade, offrì del denaro a Kaʿb b. Zuhayr nel tentativo di comprare il mantello di Maometto, ma il poeta sdegnato si rifiutò. Ma, dopo la morte di Kaʿb, il Califfo offrì ai suoi figli una ragguardevole somma, che essi non ebbero remore ad accettare.

Dopo la fine del califfato di Damasco, la Burda fu portata a Baghdad dagli Abbasidi ma,  dopo la caduta della città a opera dei Mongoli nel 1258, entrò in possesso dei Mamelucchi che l'avevano ricevuta da al-Mustanṣir - figlio del terzultimo Califfo abbaside al-Ẓāhir Muḥammad (1225-1226) - che era sfuggito ai massacri mongoli al momento della caduta della capitale abbaside. Portata al Cairo, prima di cadere in mano agli Ottomani di Selim I, che la collocarono nel 1595 dove ancora oggi essa si trova, nel Palazzo del Topkapı.
Bānat Suʿād ("Suʿād se n'è andata", che sono i primi versi dell'opera) non è una poesia religiosa, bensì una composizione encomiastica che segue la tradizione della Jāhiliyya cioè dell'epoca preislamica. Infatti inizia con alcuni versi d'amore, una decina circa, il nasīb, dedicati appunto a Suʿād ai quali fa seguito la descrizione della cammella del poeta, per ricordare poi come egli avesse in passato offeso il Profeta, prima di terminare con una lunga esaltazione, il cosiddetto madīḥ (in questo caso un'anticipazione del cosiddetto madīḥ nabawī), del coraggio di Maometto e dei Quraysh che si erano convertiti.
Il poema non va confuso con la famosa qaṣīda, anch'essa nota come Burda (Il Poema del mantello), dell'Imam Sharaf al-Dīn Muḥammad al-Būsīrī (1212-1296), che, secondo la tradizione, sarebbe stato avvolto in sogno dal Profeta nel suo mantello (in arabo البُردَة‎?), per cui al risveglio sarebbe stato guarito dalla malattia che lo aveva colpito..